# جون هارلان
جون هارلان (بالألمانية: Jan Harlan)‏ (و. 1937  م) هو مخرج أفلام، ومنتج أفلام من ألمانيا، والولايات المتحدة، ولد في كارلسروه.

## وصلات خارجية
- جون هارلان على موقع IMDb (الإنجليزية)
- جون هارلان على موقع ألو سيني (الفرنسية)
- جون هارلان على موقع أول موفي (الإنجليزية)
- جون هارلان على موقع قاعدة بيانات الأفلام السويدية (السويدية)
- جون هارلان على موقع قاعدة بيانات الفيلم (الإنجليزية)
- جون هارلان على موقع كينوبويسك (الروسية)